# Hietakarit
Hietakarit är öar i Finland. De ligger i Finska viken och i kommunen Kotka i den ekonomiska regionen  Kotka-Fredrikshamn i landskapet Kymmenedalen, i den södra delen av landet. Öarna ligger nära Kotka och omkring 120 kilometer öster om Helsingfors.
Arean för den av öarna koordinaterna pekar på är 3 hektar och dess största längd är 0,6 kilometer i nord-sydlig riktning.